# Launceston Airport
Launceston Airport (IATA: LST, ICAO: YMLT) is een luchthaven in Western Junction, zo'n vijftien kilometer buiten Launceston op het Australische eiland Tasmanië. Het is, na de luchthaven van Hobart, de tweede drukste luchthaven van het eiland.

## Luchtvaartmaatschappijen en bestemmingen
| Luchtvaartmaatschappij | Bestemming(en)                                                |
| ---------------------- | ------------------------------------------------------------- |
| Airlines of Tasmania   | Cape Barren Island, Flinders Island, Hobart-Cambridge         |
| Bonza                  | Gold Coast                                                    |
| Jetstar                | Brisbane, Melbourne, Sydney                                   |
| QantasLink             | Melbourne, Sydney Seizoensgebonden: Brisbane                  |
| Sharp Airlines         | Burnie, Flinders Island, Hobart, King Island                  |
| Virgin Australia       | Brisbane, Melbourne, Sydney Seizoensgebonden: Adelaide, Perth |